# Can Vivó (Blanes)
Can Vivó és un mas als afores de la vila de Blanes (la Selva) catalogat a l'Inventari del Patrimoni Arquitectònic de Catalunya. Aquesta masia del segle xvii de petites dimensions que actualment s'ha vist afectada per la urbanització de les terres dels voltants i per la construcció d'accessos viaris cap a Lloret. Edifici de dues plantes i de petites dimensions. Té la cobertura a dues aigües i les obertures emmarcades amb llindes i muntants de pedra.